# Nigel Clough
Nigel Howard Clough (Sunderland, 19 marzo 1966) è un allenatore di calcio ed ex calciatore inglese, di ruolo attaccante, tecnico del Mansfield Town.

## Biografia
È il figlio del leggendario Brian Clough.

## Carriera

### Calciatore
Nigel Clough ha debuttato nel Nottingham Forest nel 1985, dove fu allenato dal padre Brian; rimase a Nottingham per otto stagioni, nelle quali vinse due Coppe di Lega consecutive e segnò oltre cento gol tra campionato e coppe. Nel 1993 venne ingaggiato dal Liverpool, dove mise a segno sette reti in trentanove incontri; successivamente fece un breve ritorno al Nottingham Forest in prestito prima di passare al Manchester City. Nel 1998 venne ingaggiato dal Burton Albion, dove continuò a scendere in campo saltuariamente fino al 2005.

### Allenatore
Nigel Clough ha iniziato la sua carriera da allenatore nel 2005 al Burton Albion. Nel 2009 è passato al Derby County in Championship, rimanendo per quattro stagioni. Nel 2013 è stato ingaggiato dallo Sheffield United nella League One dove rimane per due stagioni non ottenendo la promozione richiesta.
Il 6 dicembre 2015 torna al Burton Albion per la prima volta nella sua storia militante in Football League One, prendendo il posto di Jimmy Floyd Hasselbaink legatosi al QPR e rilevando la squadra al primo posto in classifica dopo venti giornate. Il 12 dicembre esordisce con un successo sul campo del Gillingham (0-3). A partire dalla sconfiitta interna contro lo Shrewsbury Town (1-2) della ventiseiesima giornata, iniziano ad arrivare risultati altalenanti che tolgono ai Brewers il primato in classifica. Alla penultima giornata, con un successo interno ai danni del Gillingham (2-1) ottenuto grazie a una rete di Tom Naylor in pieno recupero finale, il Burton resta in zona promozione diretta con tre punti di vantaggio sul Walsall terzo alla vigilia dell'ultima giornata. Grazie a un pareggio sul campo del Doncaster (0-0), termina la stagione secondo in classifica ottenendo una nuova storica promozione per la società, stavolta in Championship. Il 6 agosto 2016 esordisce nella prima storica stagione dei Brewers in seconda serie con una sconfitta sul campo del Nottingham Forrest (4-3) dopo essere stato in vantaggio per 2-1 fino a fine primo tempo. Dopo due sconfitte consecutive, ottiene i primi punti in campionato grazie a un successo interno ai danni dello Sheffield Wednesday (3-1) nel corso della terza giornata, dando vita a una serie di 5 risultati utili consecutivi, tre pareggi e due vittorie, allontanandosi dalla zona retrocessione. Nel corso della stagione, anche se senza riuscire ad allontanare la squadra dalla bassa classifica, non è più rientrato nella zona retrocessione. A partire dal successo interno ai danni del Norwich City (2-1) settimo del 18 febbraio 2017, tra la trentaduesima e la trentasettesima giornata ottiene una serie di sei risultati utili consecutivi, quattro pareggi e due vittorie, chiuso con il successo nello scontro diretto contro il Nottingham Forrest (1-0), deciso da una rete di Cauley Woodrow. A seguito di una sconfitta interna contro il Brentford (3-5) dopo essere stato sul 3-1 fino a inizio ripresa, alla trentanovesima giornata ottiene un successo esterno (0-1) sull'Huddersfield Town terzo, giunto grazie a una rete di Jackson Irvine al 95', raggiungendo i quattro punti di distacco sul terzultimo posto. Grazie ai successi consecutivi ai danni del diretto concorrente Birmingham City (0-2) e del Leeds United (2-1) settimo in classifica, con sei punti di distacco dal Blackburn terzultimo alla vigilia della penultima giornata, la squadra ha l'occasione di ottenere la matematica salvezza con una giornata d'anticipo. La matematica salvezza arriva grazie a un pareggio sul campo del Barnsley (1-1) e, malgrado la sconfitta interna con il Reading (2-4) dell'ultima giornata, termina la stagione con il ventesimo posto in classifica, con un punto di distacco sul Blackburn terzultimo, ottenendo un posto per la Championship 2017-2018. Complice il penultimo posto in classifica, dopo due stagioni torna in terza serie dove allena per due stagioni, ottenendo due piazzamenti a metà classifica. In particolare, nel corso della stagione 2018-2019 porta la squadra a disputare per la prima volta nella sua storia la semifinale di Carabao Cup, sconfiggendo lungo il cammino Shrewsbury Town (1-2), Aston Villa (1-0), Burnley (2-1), Nottingham Forrest (3-2) e Middlesbrough (0-1). Nella doppia semifinale affronta il Manchester City che si impone con un totale di 10-0, compreso un 9-0 nella gara di andata all'Etihad Stadium. Anche nella stagione successiva si fa strada in Carabao Cup, venendo eliminato nel quarto turno per mano del Leicester City (1-3), dopo aver sconfitto il Bournemouth (2-0), club di Premier League, nel terzo turno. Termina il suo incarico il 18 Maggio 2020, dopo aver portato i Brewers per la prima volta nella loro storia in Championship, ottenendo una salvezza, e prima in semifinale e poi ai quarti di Carabao Cup.
Il 6 novembre 2020 firma con il Mansfield Town, militante in League Two e in piena zona retrocessione con 7 punti dopo 11 giornate. Due giorni dopo, esordisce con il primo successo stagionale nel primo turno di FA Cup in casa del Sunderland (0-1), seguito da un nuovo successo in campionato sul campo del Forest Green (1-2). Anche grazie a una serie di 8 risultati utili consecutivi tra metà dicembre e metà febbraio 2021, in particolare cinque vittorie consecutive tra il 26 dicembre e il 23 gennaio, riesce a portare la squadra lontano dalla zona retrocessione chiudendo il campionato, dopo 4 vittorie, 2 pareggi e una sconfitta nelle ultime 7 partite, al sedicesimo posto in classifica. Nella stagione successiva, nonostante due vittorie, entrambe per 2-1 al Field Mill, nelle prime due gare, totalizza 5 punti tra la terza e la quattordicesima giornata, tornando in bassa classifica. Torna alla vittoria il 30 ottobre grazie a un successo sul Tranmere Rovers (2-0) che dà vita a una serie di tre vittorie consecutive prima della sconfitta in casa del Sutton United (2-0), a partire dalla quale una serie di 14 risultati utili consecutivi, in particolare 8 vittorie consecutive tra il 27 novembre e il 29 gennaio 2022, a seguito del successo del 4 marzo ai danni dell'Exeter City porta gli Stags al terzo posto in classifica, in zona promozione diretta. Chiude la regoular season al settimo posto, l'ultimo valido per i play off, riuscendo ad arrivare a giocarne la finale del 29 maggio a Wembley ma venendo sconfitto dal Port Vale (0-3). Dopo un ottavo posto nella Football League Two 2022-2023, avvia la stagione 2023-2024 con 18 risultati utili consecutivi in campionato, 8 pareggi e 10 vittorie, cinque consecutive tra la tredicesima e la diciottesima giornata, piazzandosi al secondo posto in piena zona promozione diretta. A partire dalla sconfitta in casa dello Swindon Town (2-1) dodicesimo nel turno successivo, alterna grandi vittorie, come il 9-2 sull'Harrogate Town del 13 febbraio 2024, giunto a seguito delle vittorie su Notts County (1-0) e Forest Green (0-4) e valido il momentaneo primo posto in classifica, a numerosi passi falsi, come la sconfitta, l'ultima, del 6 aprile contro il Crawley Town (1-4). Dopo due vittorie consecutive nelle due gare successive, torna in piena zona promozione diretta e il successo interno del 16 aprile ai danni dell'Accrington (2-1), decisive le reti di George Maris e Stephen Quinn, presenti fin dalla sua prima stagione a Mansfield, porta la matematica promozione nella Football League One dopo 21 anni di assenza. Il 9 agosto 2024 apre la League One 2024-2025 con un successo in casa del Barnsley (1-2) e, dopo 2 punti nelle successive tre giornate, ottiene una serie di 5 vittorie consecutive tra la sesta e la decima giornata, culminata nel successo interno ai danni del Blackpool (2-0). Prosegue la stagione in maniera altalenante e a partire dal 18 gennaio 2025 subisce sei sconfitte consecutive, che danno vita a una serie di 13 partite senza vittoria, 9 sconfitte e 4 pareggi, terminata il 15 marzo con il successo al Field Mill ai danni del Barnsley (2-1), al quale segue un nuovo successo in casa del Bristol Rovers (1-2) prima di ottenere un solo punto nelle successive sei giornate, culminate nelle sconfitte con Reading (1-5) e Birmingham City (4-0). Il 30 aprile il successo sul Peterborough United (4-2) nel recupero della quarantaduesima giornata porta la matematica salvezza con la permanenza anche per la successiva League One, giunta per la prima volta dopo 45 anni. Tre giorni più tardi, il successo interno ai danni dell'Exeter City (3-0) consente di chiudere la stagione al diciassettesimo posto in classifica.

## Statistiche

### Presenze e reti in nazionale
| Cronologia completa delle presenze e delle reti in nazionale ― Inghilterra | Cronologia completa delle presenze e delle reti in nazionale ― Inghilterra | Cronologia completa delle presenze e delle reti in nazionale ― Inghilterra | Cronologia completa delle presenze e delle reti in nazionale ― Inghilterra | Cronologia completa delle presenze e delle reti in nazionale ― Inghilterra | Cronologia completa delle presenze e delle reti in nazionale ― Inghilterra | Cronologia completa delle presenze e delle reti in nazionale ― Inghilterra | Cronologia completa delle presenze e delle reti in nazionale ― Inghilterra |
| Data                                                                       | Città                                                                      | In casa                                                                    | Risultato                                                                  | Ospiti                                                                     | Competizione                                                               | Reti                                                                       | Note                                                                       |
| -------------------------------------------------------------------------- | -------------------------------------------------------------------------- | -------------------------------------------------------------------------- | -------------------------------------------------------------------------- | -------------------------------------------------------------------------- | -------------------------------------------------------------------------- | -------------------------------------------------------------------------- | -------------------------------------------------------------------------- |
| 23-5-1990                                                                  | Londra                                                                     | Inghilterra                                                                | 0 – 0                                                                      | Cile                                                                       | Amichevole                                                                 | -                                                                          |                                                                            |
| 25-5-1991                                                                  | Londra                                                                     | Inghilterra                                                                | 2 – 2                                                                      | Argentina                                                                  | Amichevole                                                                 | -                                                                          | 62’                                                                        |
| 1-6-1991                                                                   | Sydney                                                                     | Australia                                                                  | 0 – 1                                                                      | Inghilterra                                                                | Amichevole                                                                 | -                                                                          |                                                                            |
| 12-6-1991                                                                  | Kuala Lumpur                                                               | Malaysia                                                                   | 2 – 4                                                                      | Inghilterra                                                                | Amichevole                                                                 | -                                                                          |                                                                            |
| 19-2-1992                                                                  | Londra                                                                     | Inghilterra                                                                | 2 – 0                                                                      | Francia                                                                    | Amichevole                                                                 | -                                                                          |                                                                            |
| 25-3-1992                                                                  | Praga                                                                      | Cecoslovacchia                                                             | 2 – 2                                                                      | Inghilterra                                                                | Amichevole                                                                 | -                                                                          | 46’                                                                        |
| 29-4-1992                                                                  | Mosca                                                                      | Comunità degli Stati Indipendenti                                          | 2 – 2                                                                      | Inghilterra                                                                | Amichevole                                                                 | -                                                                          | 63’                                                                        |
| 9-9-1992                                                                   | Santander                                                                  | Spagna                                                                     | 1 – 0                                                                      | Inghilterra                                                                | Amichevole                                                                 | -                                                                          |                                                                            |
| 31-3-1993                                                                  | Smirne                                                                     | Turchia                                                                    | 0 – 2                                                                      | Inghilterra                                                                | Qual. Mondiali 1994                                                        | -                                                                          | 46’                                                                        |
| 29-5-1993                                                                  | Chorzów                                                                    | Polonia                                                                    | 1 – 1                                                                      | Inghilterra                                                                | Qual. Mondiali 1994                                                        | -                                                                          | 78’                                                                        |
| 2-6-1993                                                                   | Oslo                                                                       | Norvegia                                                                   | 2 – 0                                                                      | Inghilterra                                                                | Qual. Mondiali 1994                                                        | -                                                                          | 63’                                                                        |
| 9-6-1993                                                                   | Foxborough                                                                 | Stati Uniti                                                                | 2 – 0                                                                      | Inghilterra                                                                | USA Cup 1993                                                               | -                                                                          |                                                                            |
| 13-6-1993                                                                  | Washington                                                                 | Brasile                                                                    | 1 – 1                                                                      | Inghilterra                                                                | USA Cup 1993                                                               | -                                                                          | 83’                                                                        |
| 19-6-1993                                                                  | Pontiac                                                                    | Germania                                                                   | 2 – 1                                                                      | Inghilterra                                                                | USA Cup 1993                                                               | -                                                                          | 70’                                                                        |
| Totale                                                                     |                                                                            | Presenze                                                                   | 14                                                                         |                                                                            | Reti                                                                       | 0                                                                          |                                                                            |

### Statistiche da allenatore
Statistiche aggiornate al 21 luglio 2020.
| Stagione             | Squadra              | Campionato           | Campionato | Campionato | Campionato | Campionato | Coppe nazionali | Coppe nazionali | Coppe nazionali | Coppe nazionali | Coppe nazionali | Coppe continentali | Coppe continentali | Coppe continentali | Coppe continentali | Coppe continentali | Altre coppe | Altre coppe | Altre coppe | Altre coppe | Altre coppe | Totale | Totale | Totale | Totale | % Vittorie | Piazzamento |
| Stagione             | Squadra              | Comp                 | G          | V          | N          | P          | Comp            | G               | V               | N               | P               | Comp               | G                  | V                  | N                  | P                  | Comp        | G           | V           | N           | P           | G      | V      | N      | P      | %          | Piazzamento |
| -------------------- | -------------------- | -------------------- | ---------- | ---------- | ---------- | ---------- | --------------- | --------------- | --------------- | --------------- | --------------- | ------------------ | ------------------ | ------------------ | ------------------ | ------------------ | ----------- | ----------- | ----------- | ----------- | ----------- | ------ | ------ | ------ | ------ | ---------- | ----------- |
| gen.-giu. 2009       | Derby County         | FLC                  | 20         | 7          | 4          | 9          | FACup+CdL       | 3+1             | 1+0             | 1+0             | 1+1             | -                  | -                  | -                  | -                  | -                  | -           | -           | -           | -           | -           | 24     | 8      | 5      | 11     | 33,33      | Sub. 18º    |
| 2009-2010            | Derby County         | FLC                  | 46         | 15         | 11         | 20         | FACup+CdL       | 4+1             | 1+0             | 2+0             | 1+1             | -                  | -                  | -                  | -                  | -                  | -           | -           | -           | -           | -           | 51     | 16     | 13     | 22     | 31,37      | 14º         |
| 2010-2011            | Derby County         | FLC                  | 46         | 13         | 10         | 23         | FACup+CdL       | 1+1             | 0+0             | 0+0             | 1+1             | -                  | -                  | -                  | -                  | -                  | -           | -           | -           | -           | -           | 48     | 13     | 10     | 25     | 27,08      | 19º         |
| 2011-2012            | Derby County         | FLC                  | 46         | 18         | 10         | 18         | FACup+CdL       | 2+1             | 1+0             | 0+0             | 1+1             | -                  | -                  | -                  | -                  | -                  | -           | -           | -           | -           | -           | 49     | 19     | 10     | 20     | 38,78      | 12º         |
| 2012-2013            | Derby County         | FLC                  | 46         | 16         | 13         | 17         | FACup+CdL       | 2+1             | 1+0             | 0+1             | 1+0             | -                  | -                  | -                  | -                  | -                  | -           | -           | -           | -           | -           | 49     | 17     | 14     | 18     | 34,69      | 10º         |
| ago.-set. 2013       | Derby County         | FLC                  | 9          | 3          | 2          | 4          | FACup+CdL       | 0+3             | 2               | 0               | 1               | -                  | -                  | -                  | -                  | -                  | -           | -           | -           | -           | -           | 12     | 5      | 2      | 5      | 41,67      | Eson.       |
| Totale Derby County  | Totale Derby County  | Totale Derby County  | 223        | 72         | 60         | 91         |                 | 20              | 6               | 4               | 10              |                    | -                  | -                  | -                  | -                  |             | -           | -           | -           | -           | 243    | 78     | 64     | 101    | 32,10      |             |
| ott. 2013-2014       | Sheffield Utd        | FL1                  | 33         | 16         | 10         | 7          | FACup+CdL       | 8+0             | 5               | 2               | 1               | -                  | -                  | -                  | -                  | -                  | FLT         | -           | -           | -           | -           | 41     | 21     | 12     | 8      | 51,22      | Sub. 7º     |
| 2014-2015            | Sheffield Utd        | FL1                  | 46+2       | 19+0       | 14+1       | 13+1       | FACup+CdL       | 6+7             | 3+4             | 2+2             | 1+1             | -                  | -                  | -                  | -                  | -                  | FLT         | 2           | 1           | 0           | 1           | 63     | 27     | 19     | 17     | 42,86      | 5º          |
| Totale Sheffield Utd | Totale Sheffield Utd | Totale Sheffield Utd | 79+2       | 35+0       | 24+1       | 20+1       |                 | 21              | 13              | 6               | 3               |                    | -                  | -                  | -                  | -                  |             | 2           | 1           | 0           | 1           | 104    | 49     | 31     | 25     | 47,12      |             |
| dic. 2015-2016       | Burton Albion        | FL1                  | 26         | 12         | 8          | 6          | FACup+CdL       | -               | -               | -               | -               | -                  | -                  | -                  | -                  | -                  | FLT         | -           | -           | -           | -           | 26     | 12     | 8      | 6      | 46,15      | Sub. 2º     |
| 2016-2017            | Burton Albion        | FLC                  | 46         | 13         | 13         | 20         | FACup+CdL       | 1+2             | 0+0             | 0+1             | 1+1             | -                  | -                  | -                  | -                  | -                  | -           | -           | -           | -           | -           | 49     | 13     | 14     | 22     | 26,53      | 20º         |
| 2017-2018            | Burton Albion        | FLC                  | 46         | 10         | 11         | 25         | FACup+CdL       | 1+3             | 0+2             | 0+0             | 1+1             | -                  | -                  | -                  | -                  | -                  | -           | -           | -           | -           | -           | 50     | 12     | 11     | 27     | 24,00      | 23º         |
| 2018-2019            | Burton Albion        | FL1                  | 46         | 17         | 12         | 17         | FACup+CdL       | 1+7             | 0+5             | 0+0             | 1+2             | -                  | -                  | -                  | -                  | -                  | FLT         | 3           | 0           | 0           | 3           | 57     | 22     | 12     | 23     | 38,60      | 9º          |
| 2019-2020            | Burton Albion        | FL1                  | 35         | 12         | 12         | 11         | FACup+CdL       | 4+4             | 2+3             | 1+0             | 1+1             | -                  | -                  | -                  | -                  | -                  | FLT         | 3           | 1           | 0           | 2           | 46     | 18     | 13     | 15     | 39,13      | 12º         |
| Totale Burton Albion | Totale Burton Albion | Totale Burton Albion | 209        | 74         | 56         | 79         |                 | 23              | 12              | 2               | 9               |                    | -                  | -                  | -                  | -                  |             | 6           | 1           | 0           | 5           | 238    | 87     | 58     | 93     | 36,55      |             |
| Totale carriera      | Totale carriera      | Totale carriera      | 513        | 181        | 141        | 191        |                 | 65              | 31              | 12              | 22              |                    | -                  | -                  | -                  | -                  |             | 8           | 2           | 0           | 6           | 586    | 214    | 153    | 219    | 36,52      |             |

## Palmarès

### Calciatore
- Coppa di lega inglese: 3

Nottingham Forest: 1988-1989, 1989-1990
Liverpool: 1994-1995

### Allenatore
- Quinta divisione inglese: 1

Burton Albion: 2008-2009